# Β-damascenone
Il β-damascenone è la sostanza che contribuisce maggiormente al profumo di rosa.
Deriva dalla degradazione dei carotenoidi.